# Rupert Bežek
Rupert Bežek, slovenski pravnik, * 14. junij 1858, Postojna, † 17. maj 1903, Ljubljana.

## Življenje in delo
Končal je gimnazijo v Ljubljani (1877) in delal kot uradnik ter pisal koncertne in gledališke kritike za Slovenski narod in Laibacher Zeitung.
Kasneje je na Dunaju študiral pravo in od 1884 kot notar služboval po raznih krajih v Sloveniji, nazadnje v Ljubljani. Prve tekste, predvsem o civilnem pravu je objavljal v listih Slovenskem pravniku in Zeitschrift für Notariat und freiwillige Gerichtsbarkiet.